# 张兴凯
张兴凯（1961年11月—），男，汉族，河北滦南人，中华人民共和国政治人物。中国国民党革命委员会党员。

## 生平
毕业于煤炭科学研究总院抚顺分院采矿工程专业。2008年，担任全国人大常委会委员、全国人大环境与资源保护委员会委员，民革中央经济委员会委员，中国安全生产科学研究院总工程师。2013年，被选为全国人大代表。2018年1月，当选第十三届全国政协委员。